# 亚历山大·施密德
亚历山大·施密德（德語：Alexander Schmid，1994年6月9日—），德国男子高山滑雪运动员。他曾代表德国参加2018年和2022年冬季奥林匹克运动会高山滑雪比赛，获得一枚银牌。